# Opavský živnostenský spolek
Opavský živnostenský spolek (něm. Troppauer Gewerbeverein) byl spolek pečující o rozvoj průmyslu a řemesel na Opavsku.
Založen byl roku 1879.
Pořádal zejména hospodářské výstavy, z nichž nejvýznamnější byly výstavy Troppaer Witschaft Ausstelung (TROWA), pořádané v letech 1935–1937.